# Nicky Taylor
Nicky Taylor, engelsk skådespelare och kompositör.

## Filmografi (urval)
- 2002 - Beck - Sista vittnet
- 1988 - Att döda en präst
- 1987 - Hope and Glory

## Filmmusik
- 1990 - To Stop Bleeding